# Historietter
Historietter är en novellsamling av Hjalmar Söderberg, som utkom 1898 på Albert Bonniers Förlag.
År 1897 publicerade Söderberg i Ord och Bild två korta berättelser, Tuschritningen och Kronärtskockan, som han kallade "Historietter". Fler berättelser av samma slag följde i Ord och Bild och Svenska Dagbladet och 1898 utgavs samlingen med 20 berättelser i bokform.
Samlingen Historietter betraktas som en klassiker i svensk novellkonst. Den kanske mest berömda berättelsen är Pälsen, som finns med i många novellantologier och har filmatiserats vid två tillfällen.
Historietter, delvis inspirerad av Baudelaires prosadikter, är en av svensk litteraturs mest omtryckta novellsamlingar. I kortnovellen fann Söderberg en idealisk form för sin berömda stil; klar, knapp, precis, ironisk, suveränt balanserad mellan medkänsla och ett vardagligt tonfall, som aldrig ens närmar sig det vulgära.

## Berättelser
Här följer en sammanställning av de 20 berättelserna i novellsamlingen:
- Tuschritningen, (juli 1897)
- Drömmen om evigheten, (sep 1897)
- Nattvardens sakrament, I rökhytten, (dec 1897)
- Sotarfrun, (1895-1896)
- Pelsen, (dec 1897)
- Kyrkofadern Papinianus, (dec 1897)
- Vox populi, Två fruar och en hund, (maj 1897)
- Skuggan, (jan 1898)
- Spleen, Kihlbergs lifsuppgift, (juli 1897)
- En kopp te, (okt 1897)
- Kronärtskockan, (juli 1897)
- Sann historia, En vansinnig historia om ett plank, en påle, en katt, en katt till samt min mormor, (1896)
- Syndens lön, Diktarlön, (sep 1891)
- Duggregnet, (okt 1890)
- Historieläraren, (nov 1894)
- Registratorn, (aug 1897)
- Gycklaren, (jan 1898)
- Mardröm, (jan 1892)
- Att döda, Småmord, (dec 1897)
- En herrelös hund, (1894-1895)

## Kommentar om novellsamlingarna
Historietter med 20 noveller blev den första novellsamlingen, som publicerades av Hjalmar Söderberg. I de sex samlingarna blev det sammanlagt 74 olika noveller mellan åren 1898 och 1929. Senare efterforskningar av Björn Sahlin och Nils O. Sjöstrand visar, att Söderberg skrev ytterligare omkring 30 unika noveller under tidsperioden 1887–96. Sammanlagt uppgår därmed antalet kända noveller av Söderberg till över 100 under en tidsrymd av 42 år.